# Клане в Сребреница
Клането в Сребреница е военно престъпление по време на гражданската война в Босна и Херцеговина, извършено през 1995. Класифицирано от трибунала на ООН като геноцид. На 24 март 2016 г. Радован Караджич е осъден на 40 години затвор, включително и за организацията на клането в Сребреница.

## Хронология на събитията
В околностите на град Сребреница през юли 1995 г. са избити над 8000 босненски мюсюлмани – мъже и деца, под ръководството на сръбския генерал Ратко Младич на няколко различни места. Това е най-мащабното избиване на хора в Европа след приключването на Втората световна война.
За прикриване на следите жертвите са били препогребвани неколкократно. Международният трибунал в Хага е предявил обвинения за това престъпление. От март 1993 до юли 1995 г. армията на Република Сръбска (АРС) държи града под обсада. Най-близката територия, контролирана от мюсюлмани, отстои на 100 километра по въздух. Анклавът е в пермаментен дефицит на храна, лекарства и гориво. Течаща вода няма, защото босненските сърби са разрушили централния водопровод.
Бедственото положение не се променя, когато ООН обявява Сребреница за „зона за сигурност“ и изпраща там военен контингент от 600 души, снабдени с леко оръжие. Анклавът остава обкръжен от части на Корпуса „Дрина“, които прогресивно ограничават наземния достъп на хуманитарни помощи. Различни международни организации осигуряват хвърлянето на храна от хеликоптери.
Анклавът е превзет за 6 дни през юли 1995 от корпуса „Дрина“. В бягството си жителите на Сребреница се разделят на 2 части. Едната колона от 10 – 15 000 мъже тръгва през гората в опит да достигне зона на босненската армия. Друга част от около 20 – 25 000 души остава изтласкана в най-северните части на анклава и е обкръжена от подпалени къщи и армията на босненските сърби.
Тази втора група е подложена на 2-дневен терор с избирателни екзекуции, телата от които са безразборно натрупани на видими места. Босненските сърби с внезапни жестове заколват няколко деца в тълпата, която държат под око и изнасилват жени, някои от които губят разсъдъка си. Готовността на хората да избягат с цената на всичко достига степен на лудост. Към края на втория ден няколко бежанци се самообесват.
Босненските сърби разделят мъжете от жените и качват жените и най-малките деца на автобуси. Отвеждат ги към „мюсюлмански“ зони. Повечето от депортираните оцеляват физически. В Сребреница остават само мъжете и момчетата на възраст над 13 г. Майките им повтарят днес едни и същи изречения: „изтръгнаха ми го от ръцете“, „тогава му чух гласа за последен път“.
Част от останалите мъже и момчета са убити на място в Сребреница. Други са отведени към друго място за екзекуции – Братунац. Оцелели няма. На 14 юли 1995 г. нидерландските войници от ЮНПРОФОР обикалят анклава и не намират в него „нито един жив мюсюлманин“.
През това време колоната мъже, тръгнала през гората, е попаднала в засада и е разбита на 2 части. Малка част достига мюсюлманската зона. Другите няколко хиляди са заловени. Босненските сърби събличат голи част от тях. После 3 дни търсят място, което да побере всичките арестувани – по стадиони, ливади, складове и училища. Накрая ги разделят на групи, отвеждат ги с камиони до местата за екзекуции, подреждат ги в линия и ги разстрелват. Веднага след това пристига багер, който да изкопае масовия гроб. Оцелели са единици, които са се престорили на умрели.
Масовите гробове с тела от Сребреница са 39. Съдът приема, че убитите са между 7 и 8 хиляди мъже. Почти 2000 от тях са били на възраст между 13 и 24 г.